# A Different Loyalty
A Different Loyalty (bra: Questão de Lealdade; prt: Lealdade Traída) é um filme britano-canado-estadunidense de 2004, dirigido por Marek Kanievska. Ambientado na Guerra Fria, foi inspirado na história do traidor britânico Kim Philby e seu caso de amor e casamento com Eleanor Brewer em Beirute e sua eventual deserção da União Soviética. A história se passa nos anos 1960 e tem como estrelas Sharon Stone e Rupert Everett. No filme, os personagens têm nomes fictícios. O filme foi celebrado na 26 edição do Festival de Moscou.

## Sinopse
Sally Tyler, conhece Leo, por quem se apaixona e faz com que se divorcie. Quando ele desaparece, o governo o acusa de ser um desertor e seguir outra "lealdade". Sendo perseguida pelas ruas e sem saber em quem acreditar, Sally recebe uma carta que pode mudar para sempre sua vida.

## Elenco
| Ator             | Papel                  |
| ---------------- | ---------------------- |
| Sharon Stone     | Sally Tyler Cauffield  |
| Rupert Everett   | Leo Cauffield          |
| Julian Wadham    | Andrew Darcy           |
| Michael Cochrane | Dick Madsen            |
| Anne Lambton     | Cynthia Cauffield      |
| Jim Piddock      | George Quennell        |
| Richard McMillan | Angus Petherbridge     |
| Mimi Kuzyk       | Leslie Quennell        |
| Emily VanCamp    | Jen Tyler              |
| Tamara Hope      | Lucy Cauffield         |
| Mark Rendall     | Oliver Cauffield       |
| Damir Andrei     | Aleksi                 |
| John Bourgeois   | Paul Tyler             |
| Sonja Smits      | Fay Tolland            |
| Edward Hibbert   | Sr. Michael Strickland |
| Joss Ackland     | Randolph Cauffield     |
| Jack Galloway    | Peter Lewis            |